# Glinsko
Glinsko – wieś w Słowenii, w gminie miejskiej Celje. W 2018 roku liczyła 41 mieszkańców. 